# Metal Gear Acid
Metal Gear Acid (también llamado Metal Gear Ac!d o abreviado en MGA) es una historia alternativa de la saga Metal Gear que se lleva a cabo en el año 2016, donde Solid Snake es llamado una vez más a salir del retiro por Roger Mccoy (aconsejado por Roy Campbell), la misión consiste en salvar un grupo de rehenes tomados por un grupo terrorista, esto mediante el "Pithagoras", un arma localizada en el "Lobito Laboratory" en la República de Moloni (África), pero el laboratorio ha sido tomado por un grupo terrorista liderado por Leone, para contrarrestar la situación se envía un grupo "SWAT-based" para recuperar el control pero son eliminados por el grupo terrorista, aquí es donde entra Solid Snake quien deberá librar otra gran aventura junto a Teliko Freedman.
Fue publicado en el 2005, para la consola PSP de Sony
El juego cuenta con una secuela llamada Metal Gear Acid 2.

## Modo de juego
Es un sistema de cartas. Las cartas pueden ser de varios tipos: de armas, de movimiento, especiales... Los escenarios están formados por una cuadrícula a través de la cual nos movemos con ayuda de las cartas. Esta forma de juego difiere mucho de las anteriores entregas de la saga, en las cuales manejabas directamente al personaje con una vista en tercera persona. Hay un menú que se despliega entre las misiones en el que se puede guardar/cargar la partida, editar el mazo de cartas y acceder a la tienda de cartas, las cuales se compran con los puntos que se reciben al completar las misiones.
- Datos: Q2630695